# Culicoides karagiensis
Culicoides karagiensis är en tvåvingeart som beskrevs av Smatov och Aldabergenov 1973. Culicoides karagiensis ingår i släktet Culicoides och familjen svidknott. Inga underarter finns listade i Catalogue of Life.